# Walter Nussel
Walter Nussel (* 12. Oktober 1965 in Erlangen) ist ein deutscher Politiker (CSU) und Unternehmer. Er ist seit Oktober 2013 Mitglied im bayerischen Landtag.

## Leben

### Ausbildung
Nach dem Qualifizierenden Hauptschulabschluss 1981 absolvierte Nussel bis 1984 erst eine Ausbildung zum Metallfacharbeiter. Anschließend schloss er weitere Ausbildungen zum staatlich geprüften Landwirt (1987) und zum staatlich geprüften Forstwirt (1992) ab und ist seitdem als Landwirt tätig.

### Politik
Nussel trat im Jahr 1989 in die CSU ein und wurde 1996 in den Stadtrat der Stadt Herzogenaurach gewählt, dem er bis heute angehört. 1998 wählte ihn die CSU-Stadtratsfraktion in Herzogenaurach zum Vorsitzenden. Von 2002 bis 2008 war er Zweiter Bürgermeister der Stadt Herzogenaurach. Nussel wurde 1997 als Direktkandidat für den Stimmkreis 507 Erlangen-Höchstadt in den Bezirkstag Mittelfranken gewählt und blieb dort 15 Jahre lang bis 2013 ehrenamtlich als Bezirksrat engagiert. Bei der Landtagswahl 2013 gewann Walter Nussel das Direktmandat im Stimmkreis Erlangen-Höchstadt mit 41,08 % der Erststimmen. 2018 und 2023 konnte er das Direktmandat verteidigen. Im Bayerischen Landtag ist er seit 2013 Mitglied im Ausschuss für Wirtschaft und Medien, Infrastruktur, Bau und Verkehr, Energie und Technologie sowie im Ausschuss für Eingaben und Beschwerden. Am 14. Februar 2017 berief ihn der Ministerrat auf Vorschlag des damaligen Bayerischen Ministerpräsidenten Horst Seehofer zum Beauftragten der Bayerischen Staatsregierung für Bürokratieabbau. Im Februar 2022 erfolgte die Ankündigung, ihn zum Vorsitzenden des neu einzurichtenden  Normenkontrollrates zu ernennen. Nussel ist des Weiteren Kreisrat des Landkreises Erlangen-Höchstadt, Vorsitzender der CSU Kreistagsfraktion und stellvertretender Kreisvorsitzender der CSU Erlangen-Höchstadt.

### Ehrenamt
Nussel übte von 1988 bis 2018 das Amt des 1. Feuerwehrkommandant der Freiwilligen Feuerwehr Burgstall aus und ist seit 2001 Vorsitzender der Forstwirtschaftlichen Vereinigung Mittelfranken.
Seit 2009 engagiert er sich außerdem als Vorsitzender des 1. FC Herzogenaurach.

### Privates
Walter Nussel ist verheiratet und hat zwei Kinder. Er ist evangelischer Konfession.